# Angelina Acuña
Pour les articles homonymes, voir Acuña.
María Angelina Acuña Sagastume de Castañeda, née le 31 janvier 1905 à Jutiapa au Guatemala, morte le 14 juin 2006 dans la même ville, est une écrivaine guatémaltèque de prose et de poésie.
Figure majeure de la poésie dans son pays, elle est surtout connue pour sa rigueur dans la gestion des vers classiques dans ses sonnets. La philosophe et écrivain Margarita Carrera a appelé Angelina Acuña la « sœur spirituelle de Gabriela Mistral ».

## Biographie
María Angelina Acuña Sagastume de Castañeda naît à Jutiapa au Guatemala le 31 janvier 1905. Elle est la fille de Francisco Acuña et de Adela Sagastume de Acuña.
Elle se rend dans la capitale, Guatemala City, où elle effectue des études pour devenir enseignante dans l'enseignement primaire. Elle obtient une licence en sciences et lettres à l'Instituto Normal Central para Señoritas Belén. Après avoir obtenu son diplôme, elle travaille dans des instituts d'enseignement tels que l'Instituto Normal Central para Señoritas Belén et l'Instituto Nacional Centroamérica (INCA). Elle enseigne aussi au Florida Southern College à Lakeland, en Floride, États-Unis, en tant que professeur invitée.
Angelina Acuña commence à publier de la poésie dans les années 1930. Elle devient rapidement l'une des poétesses les plus prolifiques du Guatemala, publiant ses œuvres dans le journal El Imparcial, dans le principal magazine féminin Nosotras, ainsi que dans des recueils reliés.
Elle participe à de nombreux concours de poésie, remportant de nombreux prix, ce qui est pour elle un bon moyen d'arriver à faire éditer ses œuvres. Son habileté d'usage de la langue l'aide à réussir en littérature, et à se faire reconnaître par une société qui croit encore majoritairement que l'intelligence des hommes est supérieure à celle des femmes,.
Contrairement à certaines de ses collègues écrivains guatémaltèques, comme Elisa Hall de Asturias qui a abandonné l'écriture en raison de la misogynie alors répandue, ou à Magdalena Spínola qui a fait face à l'ostracisme pendant la dictature de Jorge Ubico Castañeda, Angelina Acuña est capable de manipuler la langue et d'utiliser des formes poétiques pour aborder la culture sans apparaître comme une menace.
Plutôt que de promouvoir la patrie héroïque unie sous « Dieu le Père », Angeline Acuña célèbre son nationalisme en employant des images de la fertilité de la « terre mère » pour évoquer à la fois sa fierté d'appartenance à la patrie et pouvoir s'adresser au patriarcat de son époque sans confrontation explicite.
En 1938, Angelina Acuña participe à une anthologie intitulée Colección lila avec Olga Violeta Luna de Marroquín, María del Pilar de Garcia et Magdalena Spínola. C'est le premier recueil de poésie féminine d'Amérique centrale qui soit écrit et publié par des femmes.
Elle fonde et dirige plusieurs revues littéraires tout au long de sa carrière, et elle est membre de l'Academia Guatemalaalteca de la Lengua. Angelina Acuña meurt à l'âge de 102 ans le 14 juin 2006 dans sa maison à côté de l'église paroissiale de Jutiapa, au Guatemala.

## Prix
- « Femme des Amériques », désignée par l'Union panaméricaine des femmes à New York, 1960[1].
- Ordre du Quetzal, 1960.
- Ordre de Francisco Marroquín, 1974.
- Distinction émérite du mérite par la Faculté des sciences humaines de l'Université de San Carlos du Guatemala[2].
- Quetzal du Jade Maya, la plus haute distinction du Quetzal et la première jamais donnée à une femme, 2005[13].

## Principales œuvres
- La gavilla de Ruth, 1938[15].
- Ofrenda Lirica a Guatemala, 1939[3].
- Para que duerma un indito, 1952.
- Fiesta de Luciérnagas, 1953.
- Madre Américas, 1960.
- El llamado de la cumbre, 1960.
- Canto de amor en latitud marina, 1968.
- Elogio del soneto, 1999.